# إيلان تشيت
إيلان تشيت (بالعبرية: אילן חת‏) هو عالم أحياء دقيقة إسرائيلي، ولد في 12 أبريل 1939 في حيفا في إسرائيل.